# Pentagonalzahlensatz
Der Pentagonalzahlensatz von Leonhard Euler ist ein Resultat aus dem mathematischen Teilgebiet der Funktionentheorie und Zahlentheorie bzw. Kombinatorik. Insbesondere in der Theorie der elliptischen Modulfunktionen spielt dieser Satz eine essentielle Rolle.

## Definition

Fünfeckszahlen z(3z - 1)/2 mit den Indizes z = 1 (rot), z = 2 (gelb), z = 3 (grün), z = 4 (blau)

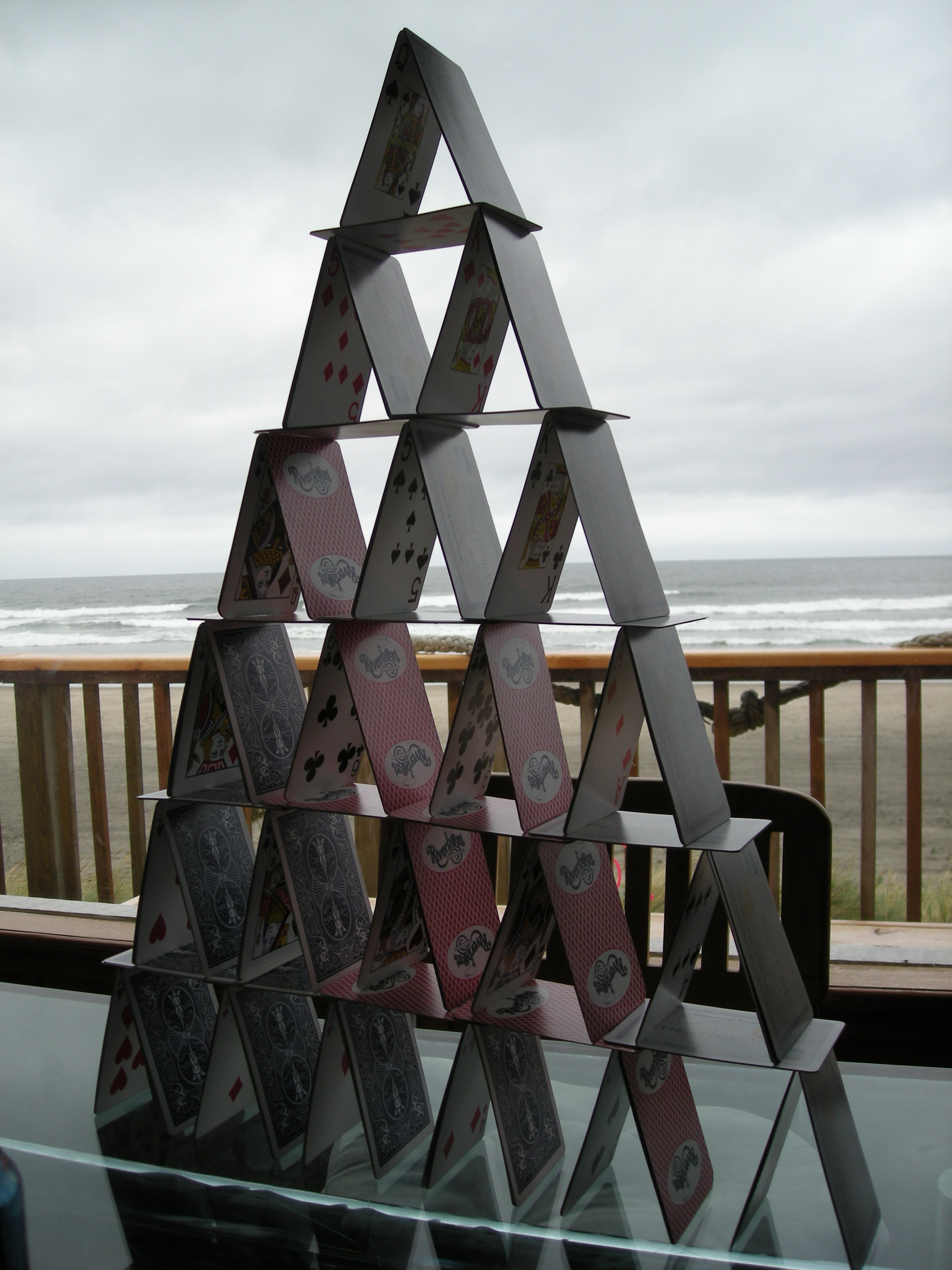
Kartenhaus aus 57 Karten: Kr(6) = 6*(3*6 + 1)/2 = 57

Der Satz lautet wie folgt: Als formale Potenzreihe im Nomenausdruck {\displaystyle q} gilt diese Identität zwischen Produktreihe und Summenreihe:
{\displaystyle \prod _{n=1}^{\infty }(1-q^{n})\;=(q;q)_{\infty }=\sum _{n=-\infty }^{\infty }(-1)^{n}q^{n(3n-1)/2}=}
{\displaystyle =1+\sum _{m=0}^{\infty }{\bigl [}-q^{(2m+1)(3m+1)}-q^{(2m+1)(3m+2)}+q^{(m+1)(6m+5)}+q^{(m+1)(6m+7)}{\bigr ]}=}
{\displaystyle =1+\sum _{m=0}^{\infty }{\bigl [}-q^{{\text{Fn}}(2m+1)}-q^{{\text{Kr}}(2m+1)}+q^{{\text{Fn}}(2m+2)}+q^{{\text{Kr}}(2m+2)}{\bigr ]}}
Dabei steht Fn(z) für die z-te Fünfeckszahl und Kr(z) für die z-te Kartenhauszahl:
{\displaystyle {\text{Fn}}(z)={\tfrac {1}{2}}z(3z-1)}
{\displaystyle {\text{Kr}}(z)={\tfrac {1}{2}}z(3z+1)}
Der gezeigte Exponent in der ersten Zeile der Gleichungskette {\displaystyle n(3n-1)/2} bildet für positive Indizes n die Folge der Fünfeckszahlen und für negative Indizes n die Folge der Kartenhauszahlen. Der Pentagonalzahlensatz erhielt seinen Namen von der Tatsache, dass in der summandisierten Darstellung des genannten Euler-Pochhammer-Produktes die Exponenten immer Fünfeckszahlen oder Kartenhauszahlen sind. Damit gilt die Gleichung insbesondere für komplexe Zahlen {\displaystyle q} im Falle der absoluten Konvergenz, also {\displaystyle |q|<1}.
Explizit lauten die ersten Faktoren und Summanden dieser Formel wie folgt:
{\displaystyle (1{\color {CornflowerBlue}-}q)(1{\color {CornflowerBlue}-}q^{2})(1{\color {CornflowerBlue}-}q^{3})\cdots \,=1{\color {CornflowerBlue}-}q{\color {CornflowerBlue}-}q^{2}{\color {OliveGreen}+}q^{5}{\color {OliveGreen}+}q^{7}{\color {CornflowerBlue}-}q^{12}{\color {CornflowerBlue}-}q^{15}{\color {OliveGreen}+}q^{22}{\color {OliveGreen}+}q^{26}\mp \ldots }
Insbesondere tauchen auf der rechten Seite ausschließlich die Koeffizienten {\displaystyle +1}, {\displaystyle -1} und {\displaystyle 0} auf (Folge A010815 in OEIS).
Das Kürzel des elliptischen Nomens beziehungsweise der Jacobischen Entwicklungsgröße q wurde deswegen gewählt, weil genau dann das genannte Euler-Pochhammer-Produkt aus der Formel des Pentagonalzahlensatzes als Produkt aus dem vollständigen elliptischen Integral erster Art, aus dem Nomen selbst und einer algebraischen Funktion dargestellt werden kann:
{\displaystyle \prod _{n=1}^{\infty }[1-q(\varepsilon )^{n}]\;=1+\sum _{m=0}^{\infty }{\bigl [}-q(\varepsilon )^{{\text{Fn}}(2m+1)}-q(\varepsilon )^{{\text{Kr}}(2m+1)}+q(\varepsilon )^{{\text{Fn}}(2m+2)}+q(\varepsilon )^{{\text{Kr}}(2m+2)}{\bigr ]}=}
{\displaystyle =2^{1/3}|\varepsilon |^{1/12}(1-\varepsilon ^{2})^{1/6}q(\varepsilon )^{-1/24}\pi ^{-1/2}K(\varepsilon )^{1/2}}
Parallel hierzu gilt für dieses berühmte Produkt auch jene Formel:
{\displaystyle \prod _{n=1}^{\infty }\{1-[q(\varepsilon )^{2}]^{n}\}\;=\prod _{n=1}^{\infty }[1-q(\varepsilon )^{2n}]=|\sin[2\arcsin(\varepsilon )]|^{1/6}q(\varepsilon )^{-1/12}\pi ^{-1/2}K(\varepsilon )^{1/2}}
Für das elliptische Nomen q und für das vollständige elliptische Integral K gilt:
{\displaystyle q(\varepsilon )=\exp[-\pi K({\sqrt {1-\varepsilon ^{2}}})K(\varepsilon )^{-1}]}
{\displaystyle K(w)=\int _{0}^{\pi /2}[1-w^{2}\sin(\alpha )^{2}]^{-1/2}\,\mathrm {d} \alpha }

## Gesetze über strikte Partitionen
Die Tatsache, dass genau diese Koeffizienten in der summandisierten Darstellung hervorkommen, basiert auf folgenden vier Tatsachen über die strikten Partitionen:
| Alle Fünfeckszahlen und Kartenhauszahlen haben eine ungerade Anzahl an strikten Partitionen, alle restlichen natürlichen Zahlen haben eine gerade Anzahl an strikten Partitionen.                                                         |
| Bei allen Fünfeckszahlen und Kartenhauszahlen von geradem Index ist die Anzahl der strikten Partitionen mit gerader Summandenanzahl um Eins höher als die Anzahl der strikten Partitionen mit ungerader Summandenanzahl.                  |
| Bei allen Fünfeckszahlen und Kartenhauszahlen von ungeradem Index ist die Anzahl der strikten Partitionen mit gerader Summandenanzahl um Eins niedriger als die Anzahl der strikten Partitionen mit ungerader Summandenanzahl.            |
| Bei allen natürlichen Zahlen, welche weder Fünfeckszahlen noch Kartenhauszahlen sind, ist die Anzahl der strikten Partitionen mit gerader Summandenanzahl exakt gleich der Anzahl der strikten Partitionen mit ungerader Summandenanzahl. |

Die Produktdarstellung des Pentagonalzahlensatzes enthält als Faktoren Differenzen mit einem negativen Vorzeichen vor der Nomenpotenz. Und die Nomenpotenzen als Summanden in der Summendarstellung des Pentagonalzahlensatzes tragen Exponenten, welche als Summen von den Exponenten aus der Produktdarstellung hervorgehen. Denn nach dem Ersten Potenzgesetz gilt: {\displaystyle q^{a}\times q^{b}=q^{a+b}}
Die Koeffizienten vor den Potenzen in der Summendarstellung des Pentagonalzahlensatzes sind immer +1 und −1. Denn die Koeffizienten ergeben sich bei der Summandisierung stets als Differenz Anzahl der strikten Partitionen mit gerader Summandenanzahl minus Anzahl der strikten Partitionen mit ungerader Summandenanzahl von dem Exponent der betroffenen Potenz in der Summendarstellung. Wegen der Übereinstimmung von Anzahl der strikten Partitionen mit gerader Summandenanzahl und Anzahl der strikten Partitionen mit ungerader Summandenanzahl bei allen Nicht-Fünfecks-oder-Kartenhauszahlen sind bei diesen soeben genannten Zahlen die Koeffizienten vor den Potenzen stets Null. Und jene Potenzen fallen in der Summendarstellung des Pentagonalzahlensatzes somit weg.
Im Folgenden sollen einzelne Beispiele für die Richtigkeit dieser drei Aussagen exemplarisch gegenübergestellt werden:
| Fünfeckszahlen | Anzahl der strikten Partitionen insgesamt, dargestellt mit Q | Anzahl der strikten Partitionen mit gerader Summandenanzahl, dargestellt mit Qg | Anzahl der strikten Partitionen mit ungerader Summandenanzahl, dargestellt mit Qu | Qg - Qu |
| -------------- | ------------------------------------------------------------ | ------------------------------------------------------------------------------- | --------------------------------------------------------------------------------- | ------- |
| Fn(1) = 1      | Q(1) = 1                                                     | Qg(1) = 0                                                                       | Qu(1) = 1                                                                         | −1      |
| Fn(2) = 5      | Q(5) = 3                                                     | Qg (5) = 2                                                                      | Qu(5) = 1                                                                         | +1      |
| Fn(3) = 12     | Q(12) = 15                                                   | Qg(12) = 7                                                                      | Qu(12) = 8                                                                        | −1      |
| Fn(4) = 22     | Q(22) = 89                                                   | Qg(22) = 45                                                                     | Qu(22) = 44                                                                       | +1      |

Analog gilt:
| Kartenhauszahlen | Anzahl der strikten Partitionen insgesamt, dargestellt mit Q | Anzahl der strikten Partitionen mit gerader Summandenanzahl, dargestellt mit Qg | Anzahl der strikten Partitionen mit ungerader Summandenanzahl, dargestellt mit Qu | Qg - Qu |
| ---------------- | ------------------------------------------------------------ | ------------------------------------------------------------------------------- | --------------------------------------------------------------------------------- | ------- |
| Kr(1) = 2        | Q(2) = 1                                                     | Qg(1) = 0                                                                       | Qu(1) = 1                                                                         | −1      |
| Kr(2) = 7        | Q(7) = 5                                                     | Qg (5) = 3                                                                      | Qu(5) = 2                                                                         | +1      |
| Kr(3) = 15       | Q(15) = 27                                                   | Qg(12) = 13                                                                     | Qu(12) = 14                                                                       | −1      |
| Kr(4) = 26       | Q(26) = 165                                                  | Qg(22) = 83                                                                     | Qu(22) = 82                                                                       | +1      |

Und es gilt:
| Nicht-Fn-oder-Kr-Zahlen | Anzahl der strikten Partitionen insgesamt, dargestellt mit Q | Anzahl der strikten Partitionen mit gerader Summandenanzahl, dargestellt mit Qg | Anzahl der strikten Partitionen mit ungerader Summandenanzahl, dargestellt mit Qu | Qg - Qu |
| ----------------------- | ------------------------------------------------------------ | ------------------------------------------------------------------------------- | --------------------------------------------------------------------------------- | ------- |
| 3                       | Q(3) = 2                                                     | Qg(3) = 1                                                                       | Qu(3) = 1                                                                         | 0       |
| 4                       | Q(4) = 2                                                     | Qg(4) = 1                                                                       | Qu(4) = 1                                                                         | 0       |
| 6                       | Q(6) = 4                                                     | Qg(6) = 2                                                                       | Qu(6) = 2                                                                         | 0       |
| 8                       | Q(8) = 6                                                     | Qg(8) = 3                                                                       | Qu(8) = 3                                                                         | 0       |
| 9                       | Q(9) = 8                                                     | Qg(9) = 4                                                                       | Qu(9) = 4                                                                         | 0       |
| 10                      | Q(10) = 10                                                   | Qg(10) = 5                                                                      | Qu(10) = 5                                                                        | 0       |
| 11                      | Q(11) = 12                                                   | Qg(11) = 6                                                                      | Qu(11) = 6                                                                        | 0       |
| 13                      | Q(13) = 18                                                   | Qg(13) = 9                                                                      | Qu(13) = 9                                                                        | 0       |
| 14                      | Q(14) = 22                                                   | Qg(14) = 11                                                                     | Qu(14) = 11                                                                       | 0       |

## Bedeutung in der Funktionentheorie
Die Bedeutung des Pentagonalzahlensatzes für die Funktionentheorie liegt darin, dass die linke Seite bis auf den Faktor {\displaystyle q^{1/24}} die {\displaystyle q}-Entwicklung der Dedekind'schen η-Funktion ist. Denn mit der Definition der Etafunktion nach Heinrich Weber ist folgende Formel gültig:
{\displaystyle \eta _{W}(x)=x^{1/24}\prod _{n=1}^{\infty }(1-x^{n})=x^{1/24}(x;x)_{\infty }}
Die Dedekindsche Etafunktion selbst steht in direkter Beziehung zur Jacobischen Thetafunktion:
{\displaystyle \eta _{W}(x)=3^{-1/2}\vartheta _{10}({\tfrac {1}{6}}\pi ;x^{1/6})}
{\displaystyle \eta _{W}(x)=2^{-1/6}\vartheta _{10}(x)^{1/6}\vartheta _{00}(x)^{1/6}\vartheta _{01}(x)^{2/3}}
{\displaystyle \eta _{W}(x)=2^{-1/3}\vartheta _{10}(x^{1/2})^{1/3}\vartheta _{00}(x^{1/2})^{1/3}\vartheta _{01}(x^{1/2})^{1/3}}
Deswegen gilt für das gezeigte von Leonhard Euler behandelte Produkt auch folgender Bezug zu den elliptischen Funktionen:
{\displaystyle \prod _{n=1}^{\infty }(1-x^{n})={\sqrt[{6}]{\vartheta _{00}(x)\vartheta _{01}(x)^{4}}}{\biggl \{}{\frac {1}{16x}}{\bigl [}\vartheta _{00}(x)^{4}-\vartheta _{01}(x)^{4}{\bigr ]}{\biggr \}}^{1/24}}
Mit dem Buchstaben ϑ wird die Thetafunktion zum Ausdruck gebracht.
Die Aussage des Pentagonalzahlensatzes erlaubt auch eine kombinatorische Interpretation: Es bezeichne {\displaystyle A_{n}} die Anzahl der Zahlpartitionen von {\displaystyle n} in eine gerade Anzahl von verschiedenen Summanden und {\displaystyle B_{n}} die Anzahl der Zahlpartitionen in eine ungerade Anzahl von verschiedenen Summanden. Dann ist {\displaystyle A_{n}-B_{n}} der {\displaystyle n}-te Koeffizient der obigen Reihe.
Die Identität des Pentagonalzahlensatzes ist ein Spezialfall des Jacobi-Tripelprodukts.
Einen Beweis gab neben Euler unter anderen Carl Gustav Jacobi, und einen kombinatorischen Beweis gab 1881 F. Franklin (dargestellt im Zahlentheorie-Lehrbuch von Hardy und Wright).

## Rekursionsrelationen für die Partitionsfunktion
Nach Euler ist die erzeugende Funktion der Partitionen {\displaystyle p(n)}:
{\displaystyle \sum \limits _{n\geq 0}p(n)x^{n}=\prod \limits _{k=1}^{\infty }(1-x^{k})^{-1}}
oder
{\displaystyle \left(\sum _{n=0}^{\infty }p(n)x^{n}\right)\cdot \left(\prod _{n=1}^{\infty }(1-x^{n})\right)=1}
Entwicklung des unendlichen Produkts  als Potenzreihe gemäß dem Pentagonalzahlensatz ergibt:
{\displaystyle \prod _{n=1}^{\infty }(1-x^{n})=\sum _{n=0}^{\infty }a_{n}x^{n}},
wobei die Koeffizienten {\displaystyle a_{i}} aus dem Pentagonalzahlensatz folgen (sie haben die Werte {\displaystyle 0,1,-1}):
{\displaystyle a_{i}:={\begin{cases}1&{\mbox{ wenn }}i={\frac {1}{2}}(3k^{2}\pm k){\mbox{ und }}k{\mbox{ gerade}}\\-1&{\mbox{ wenn }}i={\frac {1}{2}}(3k^{2}\pm k){\mbox{ und }}k{\mbox{ ungerade}}\\0&{\mbox{ sonst }}\end{cases}}}
Eingesetzt ergibt dies
{\displaystyle \left(\sum _{n=0}^{\infty }p(n)x^{n}\right)\cdot \left(\sum _{n=0}^{\infty }a_{n}x^{n}\right)=1}.
Dass lässt sich auch so ausdrücken, dass die diskrete Faltung der Koeffizienten mit der Folge der Partitionszahlen Eins ergibt.
Mit {\displaystyle a_{0}\,p(0)=1} ergibt sich durch Vergleich der Koeffizienten der einzelnen Potenzen
{\displaystyle \sum _{i=0}^{n}p(n{-}i)a_{i}=0}
für alle {\displaystyle n\geq 1}. Daraus lassen sich die {\displaystyle p(i)} aus den {\displaystyle a_{j}} rekursiv bestimmen. Es folgt wenn der Term {\displaystyle p(n)} aus der Summe herausgezogen wird und die {\displaystyle a_{i}} eingesetzt werden:
{\displaystyle p(n)=\sum _{k\neq 0,g_{k}<n}(-1)^{k-1}p(n-g_{k})}
mit  der {\displaystyle k}-ten Pentagonalzahl {\displaystyle g_{k}={\frac {1}{2}}(3k^{2}-k)} ({\displaystyle k} kann auch negativ sein).  Explizit lauten die ersten Terme:
{\displaystyle p(n)=p(n-1)+p(n-2)-p(n-5)-p(n-7)+\cdots }
Diese Formeln dienten Percy Alexander MacMahon dazu, Werte der Partitionsfunktion bis {\displaystyle n=200} zu berechnen.

## Vergleich der Maclaurinschen Reihen
Thetafunktion und Psifunktion haben Maclaurinsche Summenreihen, welche zu derjenigen vom Pentagonalzahlensatz sehr verwandt ist:
{\displaystyle (x;x)_{\infty }=\vartheta _{00}(x)^{1/6}\vartheta _{01}(x)^{2/3}{\biggl [}{\frac {\vartheta _{00}(x)^{4}-\vartheta _{01}(x)^{4}}{16\,x}}{\biggr ]}^{1/24}={\sqrt[{6}]{\psi _{R}(x^{2})\vartheta _{00}(x)\vartheta _{01}(x)^{4}}}}
{\displaystyle \psi _{R}(x)=1+{\biggl [}\sum _{n=1}^{\infty }x^{\bigtriangleup (n)}{\biggr ]}}
{\displaystyle \vartheta _{00}(x)=1+2{\biggl [}\sum _{n=1}^{\infty }x^{\Box (n)}{\biggr ]}}
{\displaystyle \vartheta _{01}(x)=1-2{\biggl \{}\sum _{n=1}^{\infty }{\bigl [}x^{\Box (2n-1)}-x^{\Box (2n)}{\bigr ]}{\biggr \}}}
{\displaystyle \bigtriangleup (n)={\tfrac {1}{2}}n(n+1)}
{\displaystyle \Box \,(n)=n^{2}}
{\displaystyle \vartheta _{01}(x)=\vartheta _{00}(-x)}
{\displaystyle 16\,x\,\psi _{R}(x^{2})^{4}=\vartheta _{00}(x)^{4}-\vartheta _{01}(x)^{4}}
Der Buchstabe Ψ stellt in diesem Falle die Ramanujansche Psifunktion dar.